# اللجنة الثورية للوحدة والعمل
اللجنة الثورية للوحدة والعمل  منظمة جزائرية ثورية تأسست يوم 23 مارس 1954 بمبادرة من أعضاء المنظمة الخاصة والمركزيين وتولى رئاستها محمد بوضياف ومن أهدافها:
- العمل على وحدة الحزب والمحافظة على مبادئه الثورية
- العمل على تجميع إطارات المنظمة الخاصة وإقناعهم بالعمل المسلح
- الاتصال بقواعد الحركة وإقناعهم بالتزام الحياد أثناء الصراع رغم فشلها في مسعاها التوفيقي بين المصالين والمركزيين إلا أنها نجحت في تبليغ نداء عمل المسلح حيث دعت لاجتماع 22 الذي كان في 23 جوان 1954 في أعالي مدينة الجزائر برئاسة بن بولعيد في منزل الياس دريش. وأنبثق عنه تكوين مجلس الثورة ثم التحق بهم محمد بوضياف.

أجتماع 10- 1954 طرحت فيه مشاكل التمثيل السياسي للثورة وتعيين أعضاء الوفد الخارجي.
اجتماع 23 أكتوبر 1954 تم فيه فصل الأمور السابقة.
- إنشاء جبهة التحرير الوطني الجزائرية
- تقسيم البلاد إلى 5 مناطق
- أعداد بيان 1 نوفمبر 1954 وتحديد الفاتح من نوفمبر لتفجير الثورة.

## تقسيم البلاد
تم تقسيم البلاد إلى 5 مناطق :
- المنطقة الأولى : الأوراس : تحت قيادة مصطفى بن بولعيد
- المنطقة الثانية : الشمال القسنطيني : تحت قيادة ديدوش مراد
- المنطقة الثالثة : القبائل : تحت قيادة كريم بلقاسم وأعمر أوعمران
- المنطقة الرابعة : الجزائر العاصمة وما جاورها : تحت قيادة رابح بيطاط
- المنطقة الخامسة : الوهراني : تحت قيادة العربي بن مهيدي

تم تكليف محمد بوضياف بالتنسيق بين المناطق.

## الأهداف والأدوار
كان الهدف الرئيسي للمنظمة هو إشعال فتيلة حرب تحريرية، برمجت في 10 أكتوبر 1954. حملت اللجنة الثورية اسم جبهة التحرير الوطني. واندلعت الثورة الجزائرية في الفاتح من نوفمبر 1954 بمجموعة من العمليات في منطقة الجزائر العاصمة والوهراني والقسنطيني.

## وصلات خارجية
- الموقع الرسمي
- جبهة التحرير الوطني: بيان أول نوفمبر 1954.
- المنتدى الرسمي